# Куинто, Закари
За́кари Джон Куи́нто (англ. Zachary John Quinto; род. 2 июня 1977, Питтсбург, Пенсильвания, США) — американский актёр и продюсер. Наибольшую известность ему принесли роли в сериалах «Герои» (2006–2010) и «Американская история ужасов: Психбольница» (2012–2013), а также роль Спока в фильмах вселенной «Звёздный путь» («Звёздный путь», «Стартрек: Возмездие» и «Стартрек: Бесконечность»).

## Биография
Куинто — наполовину итальянец, наполовину ирландец. Родился в Питтсбурге, штат Пенсильвания. Окончил католическую школу в 1995 году и Университет Карнеги-Меллона в 1999 году.
На телевидении впервые появился в коротком сериале «Другие» (2000 год). Позже снимался в таких хитовых телесериалах, как «C.S.I.: Место преступления», «Прикосновение ангела», «Зачарованные», «Клиент всегда мёртв», «Лиззи Магуйаер» и «Драгнет». В 2004 году он получил роль второго плана в сериале «24». В роли Адама Кауфмана Куинто появлялся в каждом эпизоде третьего сезона этого сериала за исключением одного. В 2006 году Закари стал сниматься в ситкоме Тори Спеллинг, «So NoTORIous», а также в научно-фантастическом сериале «Герои», где он играет роль серийного убийцы Сайлара.
В 2007 году Куинто выразил заинтересованность в исполнении роли молодого Спока в одиннадцатом фильме из серии «Звёздный путь». 26 июля 2007 года было объявлено, что Куинто утвержден на роль Спока в очередном фильме «Звёздного пути», выход которого на экраны состоялся 7 мая 2009 года.

## Личная жизнь
В октябре 2011 года, после самоубийства Джейми Родемейера, Куинто совершил каминг-аут как гей. Он объяснил, что «для того, чтобы внести существенный вклад в работу, стоящую впереди на пути к полному равенству, недостаточно жить гей-жизнью, публично не признавая этого».
С 2010 по 2013 год Куинто встречался с актёром Джонатаном Гроффом. Летом 2013 года Куинто начал встречаться с моделью Майлзом Макмилланом. В начале 2015 года пара переехала в совместно купленное жилье в Нохо, Манхэттен. В феврале 2019 года Куинто и Макмиллан объявили о расставании.

## Проекты

### Кино
| Год  | Название на русском                | Оригинальное название   | Роль               | Примечания             |
| ---- | ---------------------------------- | ----------------------- | ------------------ | ---------------------- |
| 2009 | Бутоньерка                         | Boutonniere             | Майкл Пол Дэвид    | Короткометражный фильм |
| 2009 | Звёздный путь                      | Star Trek               | Спок               |                        |
| 2009 | Заложница: Любовная история        | Hostage: A Love Story   | преступник         | Короткометражный фильм |
| 2010 | До после                           | Before After            | н/д                | Короткометражный фильм |
| 2010 | Прежде, чем потом 2                | Before After II         | н/д                | Короткометражный фильм |
| 2011 | Предел риска                       | Margin Call             | Питер Салливан     | Также продюсер         |
| 2011 | Девушка входит в бар               | Girl Walks into a Bar   | Ник                |                        |
| 2011 | Последний парень на планете        | Last Guy on Earth       | парень             | Короткометражный фильм |
| 2011 | Сколько у тебя?                    | What's Your Number?     | Рик                |                        |
| 2011 | Человек человеку волк              | Dog Eat Dog             | Оливер             | Короткометражный фильм |
| 2013 | Стартрек: Возмездие                | Star Trek Into Darkness | Спок               |                        |
| 2014 | Не видать нам Париж как своих ушей | We'll Never Have Paris  | Джеймсон           |                        |
| 2014 | Идеальное будущее                  | The Future Perfect      | Гринвуд            | Короткометражный фильм |
| 2015 | Меня зовут Майкл                   | I Am Michael            | Беннетт            |                        |
| 2015 | Хитмэн: Агент 47                   | Hitman: Agent 47        | Джон Смит          |                        |
| 2016 | Таллула                            | Tallulah                | Андреас            |                        |
| 2016 | Стартрек: Бесконечность            | Star Trek Beyond        | Спок               |                        |
| 2016 | Сноуден                            | Snowden                 | Гленн Гринвальд    |                        |
| 2016 | Путь на Марс                       | Passage to Mars         | Паскаль Ли (голос) |                        |
| 2017 | Муравьед                           | Aardvark                | Джош Норман        | Также продюсер         |
| 2017 | Кем мы стали                       | Who We Are Now          | Питер              |                        |
| 2018 | Отель «Артемида»                   | Hotel Artemis           | Кросби Франклин    |                        |
| 2019 | Птица высокого полёта              | High Flying Bird        | Дэвид Старр        |                        |
| 2019 | С любовью, Антоша                  | Love, Antosha           | он сам             |                        |
| 2020 | Парни в группе                     | The Boys in the Band    | Гарольд            |                        |

### Телевидение
| Год       | Название на русском                       | Оригинальное название               | Роль                                  | Примечания                               |
| --------- | ----------------------------------------- | ----------------------------------- | ------------------------------------- | ---------------------------------------- |
| 2000      | Другие                                    | The Others                          | Тони                                  | Эпизод: «Unnamed»                        |
| 2001      | Прикосновение ангела                      | Touched by an Angel                 | Майк                                  | Эпизод: «When Sunny Gets Blue»           |
| 2002      | C.S.I.: Место преступления                | CSI: Crime Scene Investigation      | Митчелл Салливан                      | Эпизод: «Anatomy of a Lye»               |
| 2002      | Не в центре                               | Off Centre                          | Смадж                                 | Эпизод: «Diddler on the Roof»            |
| 2002      | Лиззи Магуайер                            | Lizzie McGuire                      | режиссёр                              | Эпизод: «Party Over Here»                |
| 2002      | Говорящий с призраками                    | Haunted                             | Пол Кингсли                           | Эпизод: «Grievous Angels»                |
| 2002      | Агентство                                 | The Agency                          | Джей Ламберт                          | Эпизод: «Air Lex»                        |
| 2003      | Клиент всегда мёртв                       | Six Feet Under                      | студент                               | Эпизод: «The Eye Inside»                 |
| 2003      | Зачарованные                              | Charmed                             | колдун                                | Эпизод: «Cat House»                      |
| 2003      | Святой дозор                              | Miracles                            | посыльный                             | Эпизод: «Battle at Shadow Ridge»         |
| 2003–2004 | 24 часа                                   | 24                                  | Адам Кауфман                          | Постоянная роль, 23 эпизода (3 сезон)    |
| 2004      | Прочная сеть                              | Dragnet                             | Говард Симмс                          | Эпизод: «Frame of Mind»                  |
| 2004      | Гавайи                                    | Hawaii                              | Лумис                                 | Эпизод: «No Man Is an Island»            |
| 2004      | Новая Жанна д’Арк                         | Joan of Arcadia                     | режиссёр                              | Эпизод: «P.O.V.»                         |
| 2005      | Слепое правосудие                         | Blind Justice                       | Скотт Коллинз                         | Эпизод: «In Your Face»                   |
| 2006      | Расследование Джордан                     | Crossing Jordan                     | Лео Фултон –млладший                  | Эпизод: «Code of Ethics»                 |
| 2006      | Близнецы                                  | Twins                               | Джейсон                               | Эпизод: «When I Move, You Move»          |
| 2006      | Столь изВЕСТная                           | So noTORIous                        | Сасан                                 | Постоянная роль, 10 эпизодов             |
| 2006–2010 | Герои                                     | Heroes                              | Гэбриэл Грей / Сайлар                 | Постоянная роль, 60 серий                |
| 2008      | Робоцып                                   | Robot Chicken                       | Сайлар (озвучивание)                  | Эпизод: «Bionic Cow»                     |
| 2011      | Американская история ужасов: Дом-убийца   | American Horror Story: Murder House | Чед Уорик                             | Повторяющаяся роль, 4 эпизода            |
| 2012–2013 | Американская история ужасов: Психбольница | American Horror Story: Asylum       | доктор Оливер Тредсон                 | Постоянная роль, 12 эпизодов             |
| 2015      | Пощёчина                                  | The Slap                            | Гарри Апостоло                        | Постоянная роль, 7 эпизодов              |
| 2015      | Девчонки                                  | Girls                               | Эйс                                   | 2 эпизода                                |
| 2015      | Ганнибал                                  | Hannibal                            | Нил Фрэнк                             | 2 эпизода                                |
| 2016      | Битва фонограмм                           | Lip Sync Battle                     | он сам                                | Эпизод: «Zoe Saldana vs. Zachary Quinto» |
| 2016      | Шоу Джима Гаффигана                       | The Jim Gaffigan Show               | прокурор                              | Эпизод: "The Trial"                      |
| 2019      | Несгибаемая Кимми Шмидт                   | Unbreakable Kimmy Schmidt           | Илай Рубин                            | 2 эпизода                                |
| 2019      | Большой рот                               | Big Mouth                           | Эйдан (озвучивание)                   | Эпизод: «My Furry Valentine»             |
| 2019      | Страна Рождества                          | NOS4A2                              | Чарли Мэнкс                           | Постоянная роль, 20 эпизодов             |
| 2020      | Маленькая Америка                         | Little America                      | Леонард                               | Эпизод: "The Silence"                    |
| 2021      | Неуязвимый                                | Invincible                          | Рудольф Коннорс / Робот (озвучивание) | Постоянная роль                          |

### Театр
| Год  | Название на русском | Оригинальное название | Роль          | Площадка                     | Примечания          |
| ---- | ------------------- | --------------------- | ------------- | ---------------------------- | ------------------- |
| 2010 | Ангелы в Америке    | Angels in America     | Луис Айронсон | Компания «Signature Theatre» | Офф-Бродвей         |
| 2013 | Стеклянный зверинец | The Glass Menagerie   | Том Уингфилд  | Театр «American Repertory»   | Бостон, Массачусетс |
| 2013 | Стеклянный зверинец | The Glass Menagerie   | Том Уингфилд  | Театр «Booth»                | Бродвей             |
| 2016 |                     | Smokefall             | Сэмюэл        | Театр «MCC»                  | Офф-Бродвей         |
| 2018 | Оркестранты         | The Boys in The Band  | Гарольд       | Театр «Booth»                | Бродвей             |

### Видеоигры
| Год  | Оригинальное название | Роль           |
| ---- | --------------------- | -------------- |
| 2000 | Code Blue             | Монти Родригес |
| 2006 | 24: The Game          | Адам Кауфман   |
| 2010 | Star Trek Online      | Марк VI        |
| 2013 | Star Trek             | Спок           |